# 梅多蒙特 (加利福尼亞州)
梅多蒙特（英語：Meadowmont）是位於美國加利福尼亞州卡拉韋拉斯縣的一個非建制地區。該地的面積和人口皆未知。

## 地理
梅多蒙特的座標為38°14′47″N 120°22′09″W / 38.24639°N 120.36917°W，而該地的平均海拔高度為1268米（即4160英尺）。